# Gimel
Gimel (גמל) je 3. slovo hebrejskog pisma i ima brojčanu vrijednosti od 3. 
Slovo se izgovara u Ivritu kao G. Sljedi slovu apostrof onda se slovo izgovara dš ( u stranim riječima). 

## Povijest
Gimel je suglasnik feničkog pisma, koji je nastao iz stilizirane slike leđa deve (gamel = deva). Iz tog slova su nastali hebrejski Gimel, arapski Gim i grčki Gama iz kojeg su kasnije nastali latinska slova C i G.

## Primjeri
- גולית Goliat
- גלגל, galgal, Gilgal: "Kotač"
- ג'אז Jazz (Uporaba u stranim riječima)
- גבריאל Gabrijel: "Moja snaga je Bog"
- גדעון Gideon, muško ime

## Zapis u Unicode i HTML-u
|             | Unikod | Unikod              | HTML     | HTML | izgled ovisi o pregledniku | poveznice (engl.)                |
| k. točka    | naziv  | kod                 | entitet  |      | izgled ovisi o pregledniku | poveznice (engl.)                |
| ----------- | ------ | ------------------- | -------- | ---- | -------------------------- | -------------------------------- |
| Slovo gimel | U+05D2 | HEBREW LETTER GIMEL | &#x05D2; | nema | ג                          | detaljni podaci test preglednika |

U standardu ISO 8859-8 simbol ima kod 0xe2.